# 珀斯都会铁路系统
珀斯都會铁路系统（英語：Transperth Trains）是西澳大利亚州公共交通管理局（PTA）下屬的一个部门，負責經營公共運輸局以「Transperth」的品牌名稱所經營的公共運輸系統中之鐵路運輸的部分，以服務珀斯及其周遭市鎮。

## 历史
最早开始运营的线路是弗里曼特尔线，于1881年开始运营。其次是阿马代尔线，于1889年开始运营，当时都以蒸汽机车为主。在1990年代开始电气化作业。

## 线路概况
珀斯城市铁路系统截止2014年底共运行五条主要列车线路和一条列车支线。这些线路分别是：
- 阿马代尔/索恩利线——主线沿着东南方向驶往阿马代尔，驶往索恩利方向的支线开通于2005年8月8日。包括索恩利站在内共21个站点，主线路长30.1公里，支线为17公里。未来索恩利支线将会延长至曼哲拉线上的库克班站。

- 弗里曼特尔线——从珀斯站沿着西南方向驶往弗里曼特尔。共17个站点，线路长18.7公里，往东与米德兰线连接。

- 君达乐线——从珀斯站(地下)沿着西北方向驶往巴特勒。共13个站点，线路长40.7公里，往南与曼哲拉线连接。

- 米德兰线——从珀斯站沿着东北方向驶往米德兰。共15个站点，线路长16公里，往西与弗里曼特尔线连接。

- 曼哲拉线——从珀斯站(地下)沿着南偏西方向驶往曼哲拉。共12个站点，全长70.1公里，往北与君达乐线连接。其中, 索恩利支线未来将会连接库克班站。

## 车辆

### 现有车辆
43组两节车厢的第一代A系列电力列车/ 共86节
5组两节车厢的第二代A系列电力列车/ 共10节
31组三节车厢的第一代B系列电力列车 / 共93节
15组三节车厢的第二代B系列电力列车/ 共45节
22组三节车厢的第三代B系列电力列车/ 共66节
10组三节车厢的第四代B系列电力列车/ 共30节
一辆通用电气U20C柴油电力机车，等级为U，编号为201
注意：所有第一代和第二代B系列均已升级并重新编号，以类似于第三代。 第四代实际上与第三代相同。

#### A系列电力列车
A系列电力列车是两节车厢的电力列车，两端各有一个驾驶室。它们是由位于昆士兰州马里伯勒的Walkers / ABB（01-43组）和Walkers / ADtranz（44-48组）建造的。
在旧的WAGR分类系统下，对AEA-AEB进行了分类（A代表系列，E代表电力，A/B代表车辆的端位），这些电力动车组简称为EMU。直到订购第一个B系列后，它们才被命名为A系列。
A系列电力列车是为1990年代初期珀斯郊区铁路系统和同期建造的君达乐线电气化而建造的。第一辆于1990年9月1日交付。由于君达乐线超出了客流的预期，最初订购了43辆第一代电力列车，随后又订购了5辆第二代电力列车。第二代电力列车于1998年交付，其不同之处在于其具有LED屏幕以及对安全性和可触性的其他升级，并且是第一批在整个纵向都设有纵向座位的郊区列车。 A系列电力列车可以联接成4节或6节的列车。

#### B系列电力列车
B系列于2004年10月推出，是目前珀斯运营的最新系列的电力列车。它们是由EDI /庞巴迪运输公司在昆士兰州马里伯勒（Maryborough）建造的，主要在君达乐和曼哲拉线上运行，但在Optus体育馆活动期间的阿马代尔/索恩利线上经常可以看到。
列车由三节车厢组成。动力车厢"A"和"B"各有一个驾驶室，而中间车厢"T"完全用于载客，并从接触网向列车供电。B系列电力列车以3节和6节列车运行，将来有可能增加9节列车。它们的最高时速为130 km / h。
2006年9月19日，总理艾伦·卡彭特（Alan Carpenter）宣布，公共交通管理局将从EDI-庞巴迪运输公司的合资企业中再购买15列新的3节列车。第二代B系列电力列车的第一组于2009年6月28日推出，允许将部分A系列电力列车转移到米德兰和弗里曼特线。
随着越来越多的B系列电力列车与第三代订单一起订购，它们允许将在君达乐和曼哲拉线上运行的其余A系列电力列车重新分配给阿马代尔/索恩利，米德兰和弗里曼特线，从而增加了这些线路的总载客量。

#### 内燃机车
Transperth于2014年从Greentrains购买了最初由菲律宾国际集装箱码头服务公司购买并由PT INKA与GE Lokindo Indonesia合作制造的GE U20C，用作Claisebrook车场的调机。这取代了老化的MA级机车。

### 未来车辆
主条目：珀斯公共运输C系列电力列车
公共交通管理局计划在2022年至2029年之间投入使用41列新的6节列车（其中17列用于提升运量，24列用于替换现有的A系列电力列车），阿尔斯通已经赢得了购买和维护合同。这些电力列车将被指定为C系列电力列车。

## 未来规划
主条目：Metronet

#### 弗雷斯特菲尔德至机场线
2013年12月，西澳政府宣布打算让弗雷斯特菲尔德连接上珀斯机场的规划线路。2014年8月，该计划得到了批准。建设于2016年11月正式启动，预计2021年中向民众开放。

#### 道口移除工程
- 该工程将拆除阿玛代尔/索恩利线位于内城段的多达六个平交道口，以及位于凯尔姆斯科特的丹尼大道道口和米德兰线位于梅兰兹的凯里多尼亚大道道口.[2]
  - 位于卡莱尔的薄荷街, 燕麦街和威尔斯浦路道口
  - 位于坎宁顿的汉密尔顿街、码头街和威廉街道口
  - 位于凯尔姆斯科特的丹尼大道道口[3]
  - 位于梅兰兹的凯里多尼亚大道道口[4]